# 1990年ドイツ民主共和国人民議会選挙
1990年ドイツ民主共和国人民議会選挙（1990ねんドイツみんしゅきょうわこくじんみんぎかいせんきょ、ドイツ語: Volkskammerwahl 1990）は、1990年3月18日にドイツ民主共和国（東ドイツ）で行われた人民議会議員の総選挙である。

## 概要

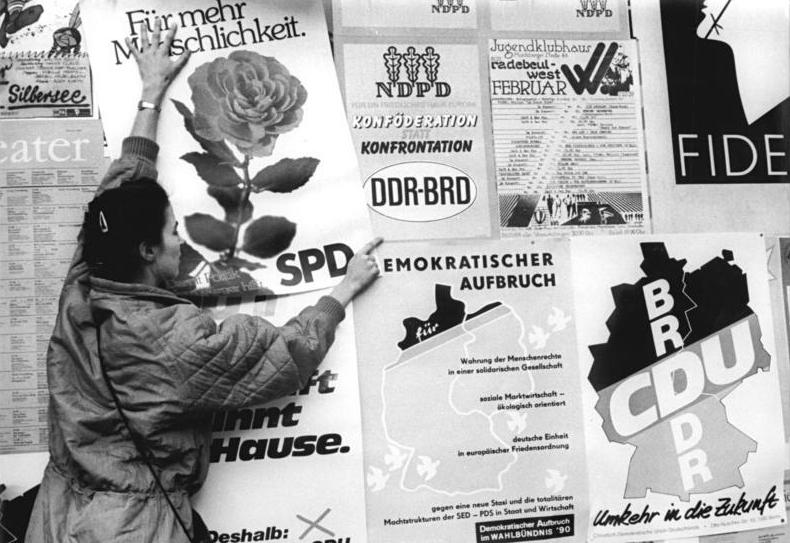
貼り出された各党のポスター（1990年2月14日 ドレスデン）。キリスト教民主同盟 (CDU)が、西ドイツ(BRD)と東ドイツ(DDR)の統一を前面に押し出しているのが分かる。

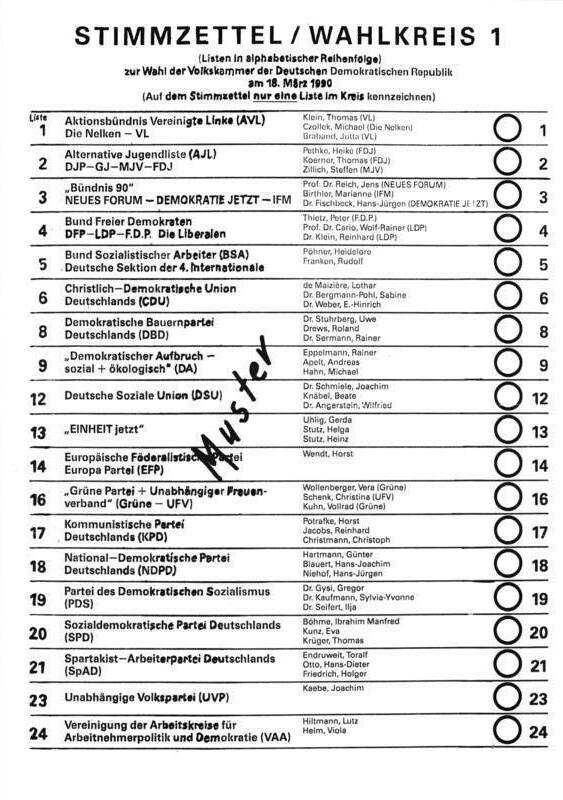
1990年人民議会選挙の投票用紙

前年1989年の東ドイツの民主化とそれに続くベルリンの壁崩壊で、社会主義統一党 (SED) の一党独裁体制が崩壊し、新たな政府を発足させるために行われた選挙である。
この選挙によって東西ドイツの早期統一を掲げる勢力が勝利し、同年10月に東西ドイツが統一されたため、東ドイツにとっては最初で最後の自由選挙となった（それ以前の選挙は、予め議席数の決まったリストに賛否を問うものでしかなかった）。この地域で行われた自由選挙としては、1932年11月ドイツ国会選挙以来実に57年ぶりである。

## 選挙データ

### 内閣
- 選挙前：モドロウ内閣（第5代）
  - 首相：ハンス・モドロウ
- 選挙後：デメジエール内閣（第6代）
  - 首相：ロタール・デメジエール

### 投票日
- 1990年3月18日

### 改選数
- 400（100）

### 選挙制度
- 比例代表制
  - 35：ベルリン（東ベルリン）
  - 46：ドレスデン県
  - 48：カール＝マルクス＝シュタット県
  - 37：ライプツィヒ県
  - 22：ゲーラ県
  - 34：エアフルト県
  - 17：ズール県
  - 47：ハレ県
  - 34：マクデブルク県
  - 25：コトブス県
  - 31：ポツダム県
  - 21：フランクフルト (オーダー)県
  - 19：ノイブランデンブルク県
  - 18：シュヴェリーン県
  - 26：ロストック県

- 議席阻止条項はなし
- 得票は全国レベルで集票して各党に比例配分（ニーマイアー式による議席配分）
- 次に各選挙区に選挙区毎の得票数に応じて、配分される。
- 政党への助成 - 有効得票総数の 0.25% を得た政党には、1票につき5マルクが国庫補助金として支給される。

## 選挙結果
選挙の結果、キリスト教民主同盟を中核とする中道右派の政党連盟であるドイツ連合が400議席中192議席を獲得して最大勢力となり勝利する結果となった。再建された東ドイツ社民党（SPD）は伸び悩み2番手に、旧支配政党であったSEDの後継政党である民主社会党（PDS）は議席を大きく減らして3番手となった。自由民主同盟などSEDの一党独裁体制時代における旧衛星政党も軒並み議席を減らす結果となった。

### 党派別獲得議席

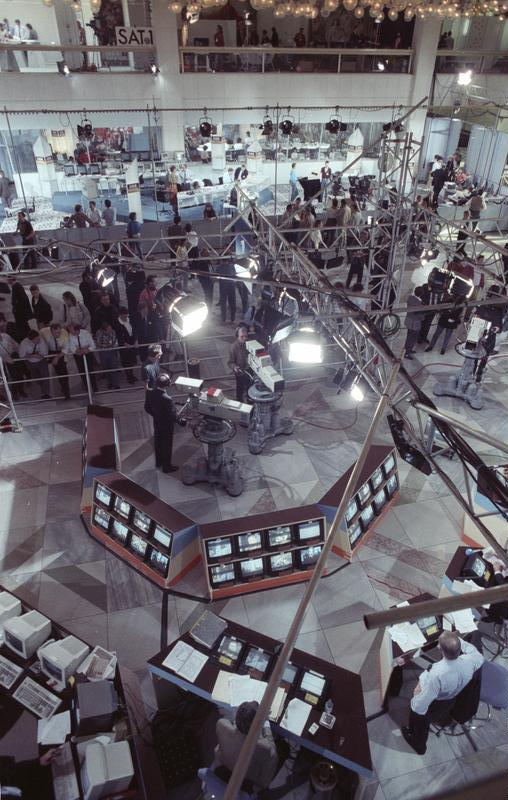
共和国宮殿に設けられた1990年人民議会選挙の開票速報スタジオ

|                          |                                        |                          |                          |                          |                          |            |        |        |
| 政党／候補者名簿連合     | 政党／候補者名簿連合                   | 政党／候補者名簿連合     | 政党／候補者名簿連合     | 議席数                   | 増減                     | 得票数     | 得票率 | 改選前 |
| ドイツ連合               | ドイツ連合                             | ドイツ連合               | AFD                      | 192                      | 140                      | 5,544,474  | 48.05% | 52     |
|                          |                                        | キリスト教民主同盟       | CDU                      | 163                      | 091                      | 4,710,598  | 40.82% | 52     |
|                          | ドイツ社会同盟                         | DSU                      | 25                       | 025                      | 727,730                  | 6.31%      | 新党   |        |
|                          | 民主主義の出発                         | DA                       | 4                        | 004                      | 106,146                  | 0.92%      | 新党   |        |
| 与党（旧国民戦線）       | 与党（旧国民戦線）                     | 与党（旧国民戦線）       | 与党（旧国民戦線）       | 99                       | 327                      | 2,849,642  | 24.70% | 426    |
|                          |                                        | 民主社会党               | PDS                      | 66                       | 039                      | 1,892,381  | 16.40% | 105    |
|                          | 自由民主同盟                           | BFD                      | 21                       | 031                      | 608,935                  | 5.28%      | 52     |        |
|                          | ドイツ民主農民党                       | DBD                      | 9                        | 043                      | 251,226                  | 2.18%      | 52     |        |
|                          | ドイツ国家民主党                       | NDPD                     | 2                        | 050                      | 44,292                   | 0.38%      | 52     |        |
|                          | ドイツ民主婦人同盟                     | DFD                      | 1                        | 031                      | 38,192                   | 0.33%      | 32     |        |
|                          | オルタナティブ青年リスト               | AJL                      | 0                        | 037                      | 14,616                   | 0.13%      | 37     |        |
|                          | 自由ドイツ労働総同盟                   | FDGB                     | 0                        | 061                      | －                       | －         | 61     |        |
|                          | 東ドイツ文化連盟                       | KB                       | 0                        | 021                      | －                       | －         | 21     |        |
|                          | 農民共済組合                           | VdgB                     | 0                        | 014                      | －                       | －         | 14     |        |
| 野党                     | 野党                                   | 野党                     | 野党                     | 109                      | 109                      | 3,147,039  | 26.93% | 0      |
|                          |                                        | 東ドイツ社会民主党       | SPD                      | 88                       | 088                      | 2,525,534  | 21.88% | 新党   |
|                          | 同盟90                                 | B90                      | 12                       | 012                      | 336,074                  | 2.91%      | 新党   |        |
|                          | 東ドイツ緑の党・独立婦人同盟           | GP-UFV                   | 8                        | 008                      | 226,932                  | 1.97%      | 新党   |        |
|                          | 統一左翼行動同盟                       | VL                       | 1                        | 001                      | 20,342                   | 0.18%      | 新党   |        |
|                          | キリスト教同盟                         | LIGA                     | 0                        | 増減なし                 | 10,691                   | 0.09%      | 新党   |        |
|                          | ドイツ共産党                           | KPD                      | 0                        | 増減なし                 | 8,819                    | 0.08%      | 新党   |        |
|                          | ドイツ独立社会民主党                   | USPD                     | 0                        | 増減なし                 | 3.891                    | 0.03%      | 新党   |        |
|                          | 欧州連邦党                             | EFP                      | 0                        | 増減なし                 | 3.636                    | 0.03%      | 新党   |        |
|                          | 独立人民党                             | UVP                      | 0                        | 増減なし                 | 3,007                    | 0.03%      | 新党   |        |
|                          | ドイツビール飲酒者同盟                 | DBU                      | 0                        | 増減なし                 | 2.534                    | 0.02%      | 新党   |        |
|                          | ドイツスパルタシスト労働者党           | SpAD                     | 0                        | 増減なし                 | 2,417                    | 0.02%      | 新党   |        |
|                          | いま団結を                             | EJ                       | 0                        | 増減なし                 | 2,396                    | 0.02%      | 新党   |        |
|                          | 社会主義労働者連盟                     | BSA                      | 0                        | 増減なし                 | 386                      | 0.00%      | 0      |        |
|                          | 労働政策と民主主義に関する作業部会協会 | VAA                      | 0                        | 増減なし                 | 380                      | 0.00%      | 新党   |        |
|                          | 無所属・欠員                           | 無所属・欠員             | 無所属・欠員             | 0                        | 022                      | －         | －     | 22     |
| 総計                     | 総計                                   | 総計                     | 総計                     | 400                      | 0100                     | 11,541,155 | 100.0% | 500    |
| 有効票数（有効率）       | 有効票数（有効率）                     | 有効票数（有効率）       | 有効票数（有効率）       | 有効票数（有効率）       | 有効票数（有効率）       | 11,541,155 | 99.45% |        |
| 無効票・白票数（無効率） | 無効票・白票数（無効率）               | 無効票・白票数（無効率） | 無効票・白票数（無効率） | 無効票・白票数（無効率） | 無効票・白票数（無効率） | 63,263     | 0.55%  |        |
| 投票総数（投票率）       | 投票総数（投票率）                     | 投票総数（投票率）       | 投票総数（投票率）       | 投票総数（投票率）       | 投票総数（投票率）       | 11,604,418 | 93.38% |        |
| 棄権者数（棄権率）       | 棄権者数（棄権率）                     | 棄権者数（棄権率）       | 棄権者数（棄権率）       | 棄権者数（棄権率）       | 棄権者数（棄権率）       | 822,025    | 6.62%  |        |
| 有権者数                 | 有権者数                               | 有権者数                 | 有権者数                 | 有権者数                 | 有権者数                 | 12,426,443 | 100.0% |        |
| 出典：IPU                |                                        |                          |                          |                          |                          |            |        |        |